# Superimpose

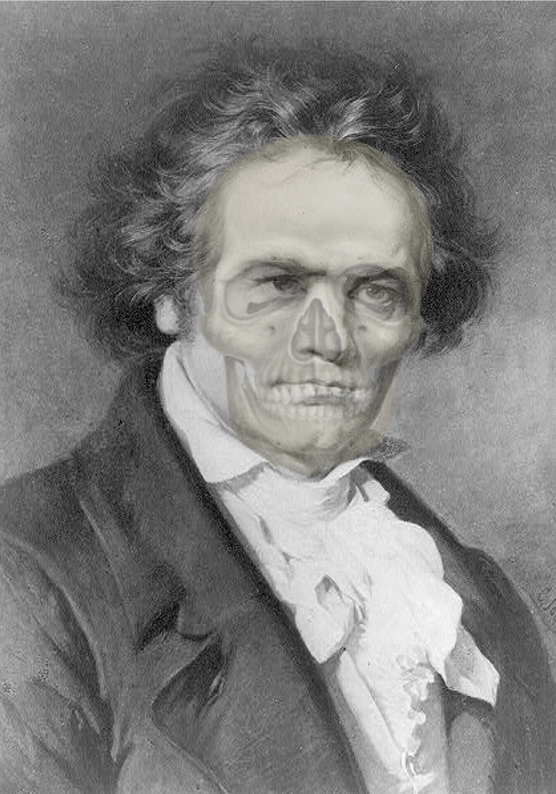
Voorbeeld van een superimpose.

Superimpose is een techniek om twee beelden over elkaar te plaatsen, zodanig dat beide beelden nog herkenbaar zijn.
De techniek wordt toegepast in de film en fotografie, waarbij twee opnames worden samengevoegd in hetzelfde beeld. Voorbeelden zijn de dialogen van een film, of elke vorm van informatie die tijdens het programma wordt toegevoegd zoals een beeldeffect. De term wordt vaak gebruikt als jargon in de televisiesector. Men kan ook denken aan contourlijnen die worden toegevoegd aan beelden afkomstig van luchtfotografie, of rasterlijnen bij cartografie.
Sommige homecomputers uit midden jaren 1980 hebben mogelijkheden voor superimpose. Hierbij kan een extern videosignaal op de computer worden ingevoerd, om te worden vermengd met computergraphics. Het resultaat wordt vervolgens uitgezonden naar een beeldscherm of monitor.

## Audio
Superimpose wordt ook toegepast bij audio, zoals dubbing of nasynchronisatie. Dit is het proces van het toevoegen van commentaarstemmen of achtergrondmuziek over bestaand audiomateriaal, zoals een voice-over. Hierbij blijven alle audiosporen nog herkenbaar. Sommige bandrecorders vanaf midden jaren 1950 hebben superimpose-functies waarbij meerdere opnames over elkaar heen gelegd kunnen worden.
Een ander voorbeeld is een mash-up. Dit is het op muzikaal verantwoorde wijze door elkaar draaien van twee of meer muzieknummers.